# 恋するマンハッタン
『恋するマンハッタン』（原題：What I Like About You）は、アメリカ合衆国で2002年から2006年まで4シーズン放送されたテレビドラマ。シットコムのひとつ。
NHKでは2004年から第2シーズンまで放送された。2008年6月15日からLaLa TVで放送されている。2013年4月1日より第3シリーズがDlifeで放送。

## ストーリー
ホリー・タイラーは父が日本へ転勤になり、マンハッタンで暮らす姉・バレリーのところへ転がり込むことに。
ハンサムな彼氏、キャリアウーマンとして仕事も順調、お気に入りのマンションと、まさに完璧!と思っていたバレリーの生活には思わぬ落とし穴があった。

## キャラクター
ホリー・タイラー
演：アマンダ・バインズ ／ 声：荒井静香
本作の主人公である16歳の少女。何事にも積極的でいつも元気一杯だが、あまり後先を考えずに行動に出てしまう事がある。姉バレリーのベスト・ルームメートを目指している。ヘンリーと付き合っていたが、ビンスを好きになったため、別れた。しかしビンスが他の女と付き合っていると知り、付き合うのをやめた。シーズン3でフランスから帰ってきたときにベンという新しいボーイフレンドをつれてきたが、ビンスのことが忘れられず別れた。ビンスとはシーズン4で付き合い始めた。
バレリー・タイラー
演：ジェニー・ガース ／ 声：原千果子
ホリーの姉であり、友達であり、母親的な存在。中途半端なことが嫌いで、いつもきちっとしていなければ気の済まない真面目な性格の29歳。ジェフに結婚する気がないと知って別れた。シーズン2の途中から、昔付き合っていたリックと再会し、徐々に惹かれあうが、リックは婚約しており、バレリーは自ら身を引いた。しかしリックもバレリーが忘れられず、婚約を破棄しバレリーを選んだ。　しかし、シーズン3でリックとの結婚式が開かれるも、結婚に怖気づいたリックが元カノに連絡した事を誓いの言葉の直前に知り、結婚をやめることに。シーズン4で元上司で今は消防士であるヴィックと酔った勢いで結婚してしまった。
第2シーズンで会社を立ち上げるも、結婚騒ぎのときに潰れた。今はカップケーキのお店を開いている。
ゲイリー
演：ウェスリー・ジョナサン ／ 声：佐藤淳、シーズン3より德石勝大
ホリーの遊び友達。バレリーのマンションへは何度も訪れているのに、いつまでたってもバレリーに名前を覚えてもらえない。
ジルというフランス人の恋人がいたが、ジルに好きな人ができたため別れてしまった。
ローレン
演：レスリー・グロスマン ／ 声：藤井佳代子
バレリーの仕事仲間。少々、いい加減であるが、行動派。高校の卒業パーティでは『壁の花』に選ばれた。バレリーと同じ会社に勤めており、出会った頃は仲が悪かったが、途中からとても仲が良くなる。バレリーが自分の会社を辞める時に一緒に辞め、バレリーと共に仕事をする。シーズン1ではゲストだったが、シーズン2からレギュラー化する。
ヘンリー
演：マイケル・マクミリアン ／ 声：浪川大輔
ホリーの風変わりなボーイフレンドだったが、別れた。プリンストン大学に進学。シーズン3の途中まで登場。
変わり者の兄がいる。
ビンス
演：ニック・ザーノ ／ 声：内埜則之、シーズン3より佐々木啓夫
自転車メッセンジャー。ホリーが惚れるが、女好きだったためにホリーに愛想を尽かされた。
ティナ
演：アリソン・マン ／ 声：山辺有紀
ホリーの友人。わがままなところがある。母は小説家。
ピーター
演：スティーブン・ダンハム ／ 声：大滝寛
バレリーやローレンが勤務していた会社の社長。側近ばかりをひいきしたため、バレリーが激怒し、退社した。
ジェフ
演：サイモン・レックス ／ 声：佐久田修
バレリーのボーイフレンド。シーズン1のみ登場。いつもマイペースだが、負けず嫌いなところも。父親が運営しているレストランで働いていたが、彼がレストランを手放したため失業、ゲイリーのコネで近所のレストランに再就職する。
リック
演：エドワード・カー ／ 声：家中宏
バレリーの元ボーイフレンド。婚約者がいる。
ジル
演：アニカ・ヘイウッド ／ 声：松熊明子
ゲイリーのガールフレンド。
ノア
演：キャメロン・マシスン ／ 声：滝知史
ヘンリーの兄。ぬいぐるみを収集している。
ゲイリーの母親
演：アン=マリー・ジョンソン

## エピソード一覧
| シーズン1 | シーズン1              | シーズン1                 |
| 各話      | 日本語タイトル         | オリジナルタイトル        |
| --------- | ---------------------- | ------------------------- |
| 第1話     | お姉ちゃんとの生活     | Pilot                     |
| 第2話     | 一緒にエステ           | Spa Day                   |
| 第3話     | 同居人の条件           | Roommates                 |
| 第4話     | 私のクマちゃん         | THE Teddy Bear            |
| 第5話     | 話せるお姉ちゃん       | Cool Older Sister         |
| 第6話     | 勘違い                 | THE Parrot Trap           |
| 第7話     | 親友をとられたホリー   | Tankini                   |
| 第8話     | 恋のかけ引き           | Copy that                 |
| 第9話     | 騒がしい感謝祭         | Thanksgiving              |
| 第10話    | パーティーはこりごり   | The Party                 |
| 第11話    | 裏切り                 | The Other Woman           |
| 第12話    | 恋のキューピット       | Girl's Night Out          |
| 第13話    | お姉ちゃんはチアガール | The Cheerleading Incident |
| 第14話    | 出世のチャンス         | The Game                  |
| 第15話    | 不向きな仕事           | Holly's First Job         |
| 第16話    | 最悪のバレンタインデー | Valentine's Day           |
| 第17話    | 悲しみに耐えて         | The Break Up              |
| 第18話    | デートの結末           | Dude, Where's Val's Car   |
| 第19話    | うわさの2人            | Loose Lips                |
| 第20話    | すてきな人の変なくせ   | The Fix Up                |
| 第21話    | 立ち退き騒動           | Tyler V. World            |
| 第22話    | お姉ちゃんの言い訳     | The Talk                  |

| シーズン2 | シーズン2            | シーズン2                                  |
| 各話      | 日本語タイトル       | オリジナルタイトル                         |
| --------- | -------------------- | ------------------------------------------ |
| 第23話    | 新社長の誘い         | I Love You…Soon                            |
| 第24話    | 一大決心             | Boy's Club                                 |
| 第25話    | ティナとの出会い     | When Holly Met Tina                        |
| 第26話    | 夢を捨てないで       | The Loft                                   |
| 第27話    | ヘンリーの秘密       | Like A Virgin (Kinda)                      |
| 第28話    | 揺れる心             | No More Mr. Nice Guy                       |
| 第29話    | 悩み多き女たち       | Im Sorry, So Sorry                         |
| 第30話    | 嘘には嘘を           | Partially Obstructed View                  |
| 第31話    | 告白                 | Absence Makes The Heart Grow....Never Mind |
| 第32話    | 恋人探し             | The Odd Couple                             |
| 第33話    | 決裂                 | Regarding Henry                            |
| 第34話    | こじれた関係         | The Incredible Shrinking Group             |
| 第35話    | 病室のロマンス       | The Hospital                               |
| 第36話    | 心変わり             | Your Cheatin' Heart                        |
| 第37話    | 悲しい誕生日         | Skyrink Sucks                              |
| 第38話    | 月食パーティー       | Lunar Eclipse Of The Heart                 |
| 第39話    | 抱きしめられて       | Val And Holly's Not-Boyfriends             |
| 第40話    | 思わぬ結果           | The Interview                              |
| 第41話    | 彼との思い出         | The Big Picture                            |
| 第42話    | 2000ドルの使いみち   | Rollin' In It                              |
| 第43話    | 悲しい卒業パーティー | The Anti-Prom                              |
| 第44話    | 旅立ちのとき         | The Second Season Finale                   |

| シーズン3 | シーズン3                   | シーズン3                                                        |
| 各話      | 日本語タイトル              | オリジナルタイトル                                               |
| --------- | --------------------------- | ---------------------------------------------------------------- |
| 第45話    | ホリーのお土産              | Europe Was So Much More Fun                                      |
| 第46話    | 洗濯物がたまってる          | The Longest Night of the Year                                    |
| 第47話    | 危険なおせっかい            | The Not-So Simple Life                                           |
| 第48話    | ゆずれない二人              | God Help the Mister                                              |
| 第49話    | 許せない女たち              | Split Ends                                                       |
| 第50話    | みんなウソつき              | Three Little Words                                               |
| 第51話    | 裸になってやり直し          | Ghost of a Chance                                                |
| 第52話    | 嫉妬とマトンの味            | The Gift of the Mutton                                           |
| 第53話    | 運命のリサイクルショップ    | We'll Miss Gittle a Little                                       |
| 第54話    | ああ、結婚！最後の扉        | The Wedding: Part 1                                              |
| 第55話    | ああ、結婚！扉の向こうは... | The Wedding: Part 2                                              |
| 第56話    | 女が女を愛する時            | How to Succeed in Business Without Really Trying to Be a Lesbian |
| 第57話    | キスとリスクは女の敵        | Don't Kiss the Messenger                                         |
| 第58話    | 愛はウソから？              | Sex and the Single Girls                                         |
| 第59話    | 恋のキューピッドは突然に    | Stupid Cupid                                                     |
| 第60話    | 私を怒って！                | Nobody's Perfect                                                 |
| 第61話    | 危険な思い出                | Dangerous Liaisons                                               |
| 第62話    | 友達には戻れない関係        | Girls Gone Wild                                                  |
| 第63話    | 悪い男はたまらない！？      | Bad to the Scone                                                 |
| 第64話    | 熱意を見せる女              | Working Girls                                                    |
| 第65話    | つまらない人の逆襲          | Pranks a Lot                                                     |
| 第66話    | 友達それ以下、それ以上？    | The Kid, the Cake, and the Chemistry                             |
| 第67話    | ラジオ相談の悲劇            | My Boyfriend's Back                                              |
| 第68話    | 恋の迷路は深すぎて！        | Enough Is Enough                                                 |

| シーズン4 | シーズン4                | シーズン4                           |
| 各話      | 日本語タイトル           | オリジナルタイトル                  |
| --------- | ------------------------ | ----------------------------------- |
| 第69話    | 後悔は恋に付き物         | I Want My Baby Back                 |
| 第70話    | 恋の火災 炎上中！        | Surprise                            |
| 第71話    | 素直さは恋の敵！         | The Redo                            |
| 第72話    | 恋人に秘密なし？         | I've Got a Secret                   |
| 第73話    | 完璧な恋人にはなれない！ | The Perfect Date                    |
| 第74話    | 迫るほど恋は逃げるもの   | Halloween                           |
| 第75話    | 本当の恋から逃げないで！ | Someone's in the Kitchen with Daddy |
| 第76話    | 恋の行き違い             | Jazz Night                          |
| 第77話    | 感謝祭は恋の記念日       | Ground-Turkey-Hog-Day               |
| 第78話    | 恋はお金より重い？       | For Love or Money                   |
| 第79話    | 今そこにある恋の危険     | Coming Home                         |
| 第80話    | ウソで固めた恋           | Desperate Girlfriends               |
| 第81話    | 恋とは女同志の戦い！？   | The Other Women                     |
| 第82話    | 恋は期限切れ？           | Your Money or Your Wife             |
| 第83話    | 恋はやり直せるの？       | Garden State                        |
| 第84話    | 欲求不満も恋のうち       | Friends & Lovers                    |
| 第85話    | 恋のラストスパート       | Now and Zen                         |
| 第86話    | だから恋はやめられない！ | Finally                             |

## スタッフ
- 制作：ダン・シュナイダー

### 日本語版制作スタッフ
- 台本:杉田朋子
- 演出:伊達康将
- 効果:金谷和美
- 調整:倉橋静男
- 制作:津田剛士
- プロデューサー:平塚輝雄

＜シーズン3&4＞
- 翻訳：草刈かおり、井村千瑞